# Campylaspis antipai
Campylaspis antipai is een zeekommasoort uit de familie van de Nannastacidae. De wetenschappelijke naam van de soort is voor het eerst geldig gepubliceerd in 1989 door Bacescu & Petrescu.